# HTC 7 Mozart
De HTC 7 Mozart is een smartphone van het bedrijf HTC waarop oorspronkelijk het Windows Phone 7 (WP7) draait. Later heeft het toestel de update gekregen naar 7.5 en er wordt een update uitgebracht naar 7.8

## Buitenkant
De Mozart wordt bediend door middel van een capacitief touchscreen. Dit LCD-scherm heeft een schermdiagonaal van 3,7 inch. De telefoon heeft een resolutie van 480 bij 800 pixels, de standaard voor elke Windows Phone 7-telefoon. Onder aan het scherm bevinden drie knoppen: een terugkeerknop, de thuisknop en een knop met zoekfunctie. De smartphone is wat aan de dikke kant met een diepte van 11,9 millimeter. Aan de achterkant zit een flitser en camera van 8 megapixel, maar aan de voorkant ontbreekt er een camera voor videobellen.

## Binnenkant
De telefoon beschikt over een 1,0 GHz Single Core-processor. Het heeft een werkgeheugen van 512 MB en een opslaggeheugen van 8/16 GB, wat niet uitgebreid kan worden. De telefoon heeft een 1300mAh-Li-ionbatterij.